# Happier Than Ever (nummer)
"Happier Than Ever" is een nummer van de Amerikaanse zangeres Billie Eilish. Het nummer verscheen op haar gelijknamige album uit 2021. Op 30 juli van dat jaar werd het nummer uitgebracht als de zesde single van het album.

## Achtergrond
"Happier Than Ever" is geschreven door Eilish en haar broer Finneas O'Connell en geproduceerd door Finneas. Het nummer was voor het eerst te horen in de documentaire Billie Eilish: The World's a Little Blurry, die op 26 februari 2021 werd uitgebracht. In deze film was de tekst van het eerste couplet te horen. Op 26 april liet Eilish via haar Instagram-account een fragment van het nummer horen, dat vijftien seconden duurde. Op 30 juli, dezelfde dag dat het gelijknamige album werd uitgebracht, verscheen de videoclip van het nummer op YouTube, waarmee het de zesde single van het album werd.
"Happier Than Ever" is geschreven in de toonsoort C-majeur. Het bestaat uit twee delen. De eerste helft is een rustige ballad, waarin Eilish wordt begeleid door een akoestische gitaar. Dit stuk is geschreven in de maatsoort 12/8. Halverwege verandert het in een energiek nummer dat doet denken aan poppunk en alternatieve rock, met stevige elektrische gitaren. Dit stuk is geschreven in de maatsoort 6/8 en heeft een tempo van 81 bpm. Eilish vertelde over het nummer: "Het is waarschijnlijk het meest therapeutische nummer dat ik ooit heb geschreven of heb opgenomen, omdat ik de longen uit mijn lijf schreeuwde en na afloop nauwelijks kon praten. Dat gaf mij op een of andere manier veel voldoening. Ik wilde die schreeuw al heel lang kwijt, en het was ook erg leuk om te doen."
"Happier Than Ever" werd een wereldwijde hit. In de Amerikaanse Billboard Hot 100 piekte het nummer op de elfde plaats, terwijl in de UK Singles Chart de vierde plaats werd gehaald. Daarnaast werd in Australië, Canada, Griekenland, Ierland, Israël, Japan, Litouwen, Maleisië, Nieuw-Zeeland, Noorwegen, Portugal, Singapore, Slowakije en Zuid-Afrika de top 10 bereikt. In Nederland kwam de single niet in de Top 40 terecht en bleef het steken op de twaalfde plaats in de Tipparade, terwijl in de Single Top 100 de vijftiende plaats werd gehaald. In Vlaanderen kwam de single tot plaats 28 in de Ultratop 50. In 2022 werd het nummer genomineerd voor vier Grammy Awards in de categorieën Record of the Year, Song of the Year, Best Pop Solo Performance en Best Music Video.

## Awards en nominaties
| Jaar                | Organisatie            | Award                     | Resultaat   |
| ------------------- | ---------------------- | ------------------------- | ----------- |
| 2021                | MTV Video Music Awards | Video of the summer       | Genomineerd |
| 2022                | MTV Video Music Awards |                           |             |
| Song of the Year    | MTV Video Music Awards | Gewonnen                  |             |
| Best pop            | MTV Video Music Awards | Genomineerd               |             |
| Best visual effects | MTV Video Music Awards | Genomineerd               |             |
| 2022                | Grammy Awards          | Record of the Year        | Genomineerd |
| 2022                | Grammy Awards          | Song of the Year          | Genomineerd |
| 2022                | Grammy Awards          | Best Pop Solo Performance | Genomineerd |
| 2022                | Grammy Awards          | Best Music Video          | Genomineerd |

## Hitnoteringen

### Single Top 100
| Hitnotering: 07-08-2021 t/m 18-12-2021 | Hitnotering: 07-08-2021 t/m 18-12-2021 | Hitnotering: 07-08-2021 t/m 18-12-2021 | Hitnotering: 07-08-2021 t/m 18-12-2021 | Hitnotering: 07-08-2021 t/m 18-12-2021 | Hitnotering: 07-08-2021 t/m 18-12-2021 | Hitnotering: 07-08-2021 t/m 18-12-2021 | Hitnotering: 07-08-2021 t/m 18-12-2021 | Hitnotering: 07-08-2021 t/m 18-12-2021 | Hitnotering: 07-08-2021 t/m 18-12-2021 | Hitnotering: 07-08-2021 t/m 18-12-2021 | Hitnotering: 07-08-2021 t/m 18-12-2021 | Hitnotering: 07-08-2021 t/m 18-12-2021 | Hitnotering: 07-08-2021 t/m 18-12-2021 | Hitnotering: 07-08-2021 t/m 18-12-2021 | Hitnotering: 07-08-2021 t/m 18-12-2021 | Hitnotering: 07-08-2021 t/m 18-12-2021 | Hitnotering: 07-08-2021 t/m 18-12-2021 | Hitnotering: 07-08-2021 t/m 18-12-2021 | Hitnotering: 07-08-2021 t/m 18-12-2021 | Hitnotering: 07-08-2021 t/m 18-12-2021 | Hitnotering: 07-08-2021 t/m 18-12-2021 |
| Week                                   | 1                                      | 2                                      | 3                                      | 4                                      | 5                                      | 6                                      | 7                                      | 8                                      | 9                                      | 10                                     | 11                                     | 12                                     | 13                                     | 14                                     | 15                                     | 16                                     | 17                                     | 18                                     | 19                                     | 20                                     |                                        |
| -------------------------------------- | -------------------------------------- | -------------------------------------- | -------------------------------------- | -------------------------------------- | -------------------------------------- | -------------------------------------- | -------------------------------------- | -------------------------------------- | -------------------------------------- | -------------------------------------- | -------------------------------------- | -------------------------------------- | -------------------------------------- | -------------------------------------- | -------------------------------------- | -------------------------------------- | -------------------------------------- | -------------------------------------- | -------------------------------------- | -------------------------------------- | -------------------------------------- |
| Nummer                                 | 17                                     | 15                                     | 23                                     | 38                                     | 34                                     | 43                                     | 44                                     | 48                                     | 34                                     | 37                                     | 39                                     | 47                                     | 55                                     | 54                                     | 57                                     | 62                                     | 66                                     | 80                                     | 93                                     | 100                                    | uit                                    |

### NPO Radio 2 Top 2000
| Nummer met noteringen in de NPO Radio 2 Top 2000 | '21  | '22 | '23 | '24 |
| ------------------------------------------------ | ---- | --- | --- | --- |
| Happier Than Ever                                | 1808 | 575 | 663 | 638 |

1. ↑  Een vetgedrukt getal geeft de hoogste notering aan.
2. ↑  2021 was het eerste jaar met een notering voor dit nummer.